# Ebnat-Kappel
Ebnat-Kappel (toponimo tedesco) è un comune svizzero di 5 092 abitanti del Canton San Gallo, nel distretto del Toggenburgo.

## Geografia fisica
Il territorio di Ebnat-Kappel si estende nella valle della Thur; il punto più alto del comune è la cima del monte Speer (1 950 m s.l.m.).

## Storia
Il comune di Ebnat-Kappel è stato istituito nel 1965 con la fusione dei comuni soppressi di Ebnat e Kappel.

## Società

### Evoluzione demografica
L'evoluzione demografica è riportata nella seguente tabella:
Abitanti censiti

## Geografia antropica

### Frazioni
Le frazioni di Ebnat-Kappel sono:
- Bendel[senza fonte]
- Brandholz[senza fonte]
- Ebnat[3]
- Kappel[7]
- Wintersberg[senza fonte]

## Economia

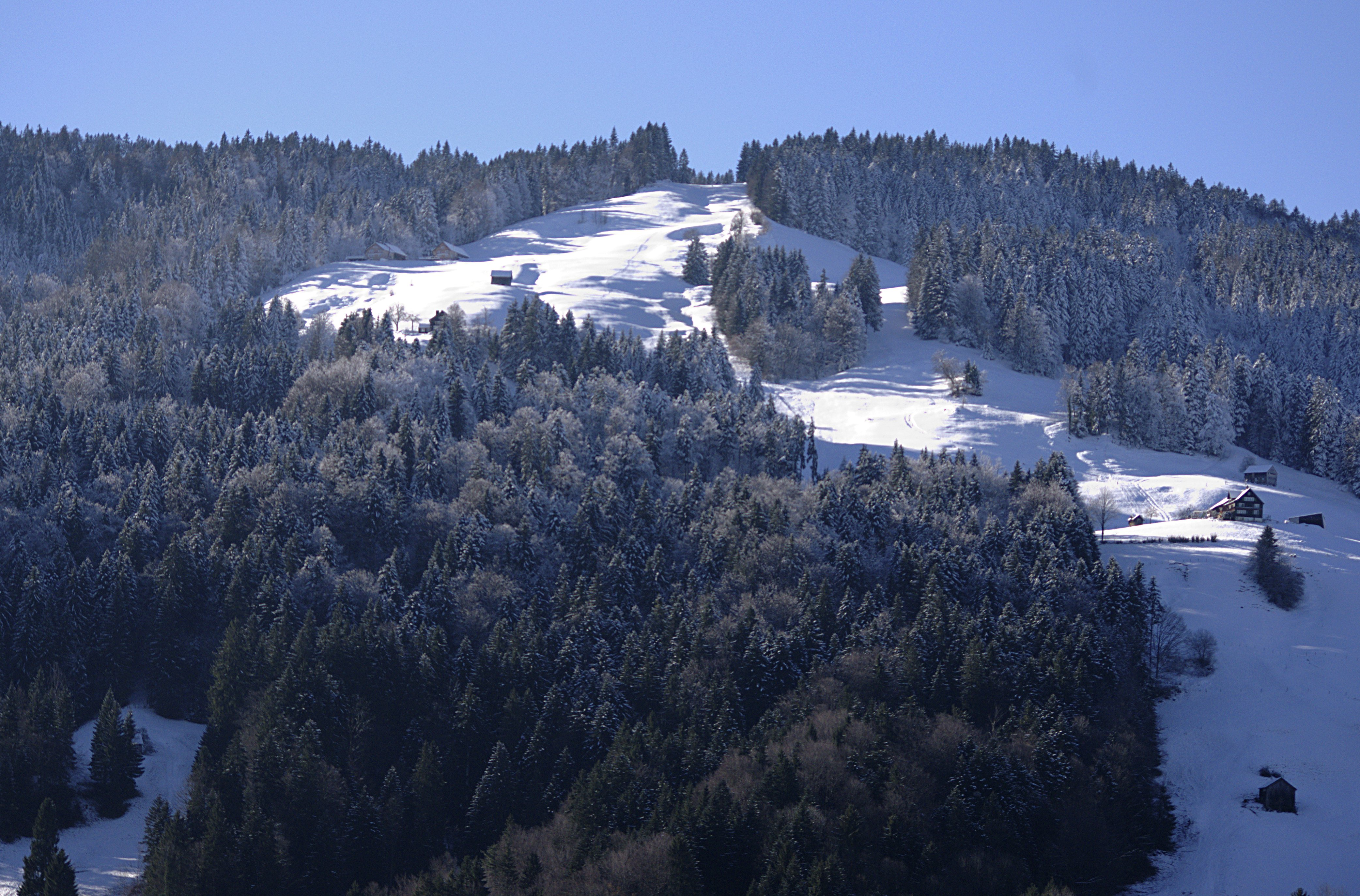
Piste sciistiche a Ebnat-Kappel

L'economia locale si basa prevalentemente sulla piccola industria e sul turismo invernale (stazione sciistica).

## Infrastrutture e trasporti
Ebnat-Kappel è attraversato dalla strada principale 16 ed è servito dall'omonima stazione, capolinea della Ferrovia Wil-Ebnat-Kappel (linea S8 della rete celere di San Gallo).

## Sport
La stazione sciistica di Ebnat-Kappel ha ospitato tra l'altro alcune tappe della Coppa del Mondo di sci alpino.